# Harald Lindström
Harald Gustaf Åke Lindström, född 30 december 1905 i Avesta, död 3 januari 1993, var en svensk teolog och läroverksrektor. Han var bror till Gunnar Lindström.
Lindström, som var son till pastor Emanuel Lindström och Lydia Wagnsson, avlade studentexamen i Uppsala 1924, blev filosofie kandidat i Uppsala 1927, teologie kandidat 1932, teologie licentiat 1939, teologie doktor 1946, docent i dogmatik i Uppsala 1946–1949, och vikarierande professor i systematisk teologi i USA 1956. Han var lärare vid Skara högre allmänna läroverk 1939, vid Karlstads högre allmänna läroverk 1940, vid Uppsala högre allmänna läroverk 1941, blev lektor vid Borås högre allmänna läroverk 1948 och var rektor där 1960–1971.
Lindström ar ordförande i Sveriges fria kristliga gymnasiströrelse 1933–1937 (resesekreterare 1933–1935), Sveriges förenade kristliga studentrörelse 1943–1947, Sveriges fria kristliga studentförening 1944–1947, ledamot av frikyrkliga samarbetskommittén 1944–1952, ledamot av Methodist World Council 1956–1966 och föreståndare för Frikyrkliga pastoralinstitutet 1956–1963. Han var ledamot av stadsfullmäktige i Borås stad 1956–1966, ledamot av Metodistkyrkans exekutivkommitté för de nordiska länderna 1951–1972, dess Europaråd 1960–1972 och teologkommitté 1972–1976, tillförordnad inspektor för Teologiska seminariet i Göteborg 1970 och tillförordnad rektor där 1976–1977.
Lindström utgav bland annat Wesley and Sanctification. A Study in the Doctrine of Salvation (doktorsavhandling 1946), John Wesleys budskap och nutidsmänniskan (1953) samt skrev artiklar i teologiska och pedagogiska ämnen i svenska och utländska tidningar och tidskrifter samt medverkade i uppslags- och läroböcker samt samlingsverk.